# Saint-Martin-des-Champs (Cher)
Saint-Martin-des-Champs és un municipi francès, situat al departament de Cher i a la regió de Centre – Vall del Loira. L'any 2007 tenia 341 habitants.

## Demografia

### Població
El 2007 la població de fet de Saint-Martin-des-Champs era de 341 persones. Hi havia 144 famílies, de les quals 40 eren unipersonals (16 homes vivint sols i 24 dones vivint soles), 56 parelles sense fills, 32 parelles amb fills i 16 famílies monoparentals amb fills.
La població ha evolucionat segons el següent gràfic:
Habitants censats

### Habitatges
El 2007 hi havia 207 habitatges, 153 eren l'habitatge principal de la família, 42 eren segones residències i 12 estaven desocupats. 204 eren cases i 1 era un apartament. Dels 153 habitatges principals, 121 estaven ocupats pels seus propietaris, 24 estaven llogats i ocupats pels llogaters i 8 estaven cedits a títol gratuït; 3 tenien una cambra, 7 en tenien dues, 40 en tenien tres, 50 en tenien quatre i 53 en tenien cinc o més. 113 habitatges disposaven pel capbaix d'una plaça de pàrquing. A 69 habitatges hi havia un automòbil i a 69 n'hi havia dos o més.

### Piràmide de població
La piràmide de població per edats i sexe el 2009 era:
| Homes | Edats   | Dones |
| ----- | ------- | ----- |
| 0     | 95 o +  | 0     |
| 0     | 90 a 94 | 0     |
| 4     | 85 a 89 | 0     |
| 0     | 80 a 84 | 8     |
| 8     | 75 a 79 | 16    |
| 8     | 70 a 74 | 4     |
| 16    | 65 a 69 | 24    |
| 16    | 60 a 64 | 12    |
| 16    | 55 a 59 | 8     |
| 16    | 50 a 54 | 32    |
| 8     | 45 a 49 | 8     |
| 4     | 40 a 44 | 4     |
| 12    | 35 a 39 | 12    |
| 12    | 30 a 34 | 8     |
| 8     | 25 a 29 | 0     |
| 8     | 20 a 24 | 4     |
| 4     | 15 a 19 | 0     |
| 16    | 10 a 14 | 16    |
| 0     | 5 a 9   | 0     |
| 8     | 0 a 4   | 0     |

## Economia
El 2007 la població en edat de treballar era de 210 persones, 149 eren actives i 61 eren inactives. De les 149 persones actives 136 estaven ocupades (76 homes i 60 dones) i 13 estaven aturades (9 homes i 4 dones). De les 61 persones inactives 31 estaven jubilades, 11 estaven estudiant i 19 estaven classificades com a «altres inactius».

### Ingressos
El 2009 a Saint-Martin-des-Champs hi havia 153 unitats fiscals que integraven 333,5 persones, la mediana anual d'ingressos fiscals per persona era de 17.215 €.

### Activitats econòmiques
Dels 13 establiments que hi havia el 2007, 1 era d'una empresa alimentària, 6 d'empreses de construcció, 1 d'una empresa de comerç i reparació d'automòbils, 2 d'empreses d'hostatgeria i restauració, 2 d'empreses de serveis i 1 d'una empresa classificada com a «altres activitats de serveis».
Dels 8 establiments de servei als particulars que hi havia el 2009, 1 era un paleta, 1 fusteria, 2 lampisteries, 1 electricista, 1 perruqueria i 2 restaurants.
L'únic establiment comercial que hi havia el 2009 era una llibreria.
L'any 2000 a Saint-Martin-des-Champs hi havia 15 explotacions agrícoles que ocupaven un total de 1.992 hectàrees.

## Poblacions properes
El següent diagrama mostra les poblacions més properes.